# Nínox de Malaita
El nínox de Malaita (Athene malaitae; syn: Ninox malaitae) és una espècie d'ocell de la família dels estrígids (Strigidae). És endèmic de l'illa Malaita, a les illes Salomó. El seu estat de conservació es considera vulnerable.

## Taxonomia
Anteriorment el nínox de Malaita es considerava una subespècie del nínox de Jacquinot, però el Congrés Ornitològic Internacional segmentà el tàxon en una nova espècie en la seva llista mundial d'ocells (versió 11.2, gener 2022). Val a dir que el nínox de Jacquinot estigué classificat en el gènere Ninox fins a la llista mundial d'ocells anterior (versió 11.1, gener 2021), moment en què el COI el transferí al gènere Athene. Tanmateix, altres obres taxonòmiques, com el Handook of the Birds of the World i la quarta versió de la BirdLife International Checklist of the birds of the world (Desembre 2019), consideren encara que ambdós tàxons pertanyen al gènere Ninox.